# 大瓦尔尼
大瓦尔尼（法語：Wargnies-le-Grand，法語發音：[waʁɲi lə ɡʁɑ̃]）是法国上法兰西大区北部省的一个市镇，位于该省东部，与小瓦尔尼相邻，属于埃尔普河畔阿韦讷区。

## 地理
大瓦尔尼（50°18'29"N, 3°39'37"E）面积5.68 平方千米，位于法国上法蘭西大區北部省，该省份为法国最北部的省份及最长的省份，西北濒北海，西接加来海峡省，南至埃纳省和索姆省，东与比利时接壤。
与大瓦尔尼接壤的市镇（或旧市镇、城区）包括：埃特、布里、让兰、瑟堡、小瓦尔尼。

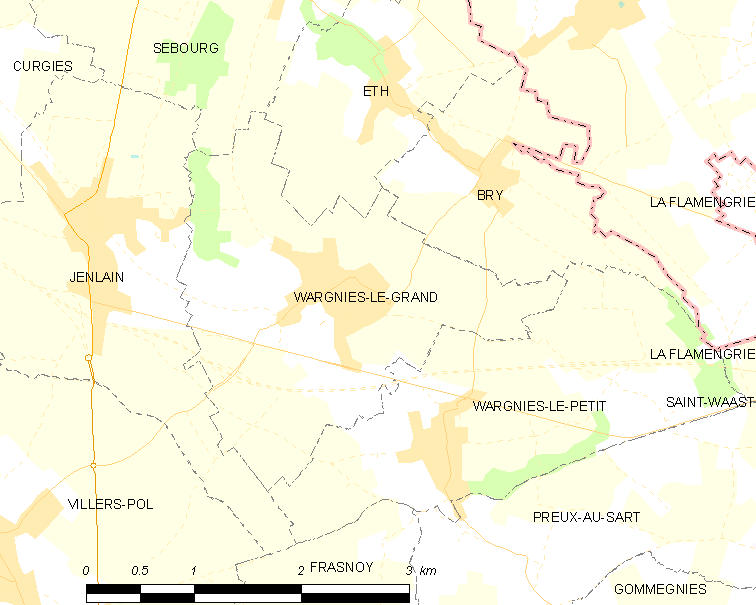
大瓦尔尼的OSM定位图

大瓦尔尼的时区为UTC+01:00、UTC+02:00（夏令时）。

## 行政
大瓦尔尼的邮政编码为59144，INSEE市镇编码为59639。

## 政治
大瓦尔尼所属的省级选区为欧努瓦-艾姆里县。

## 人口

1962-2008年间大瓦尔尼人口变化图示

大瓦尔尼于2022年1月1日时的人口数量为1113人。